# Polskie Towarzystwo Przyrodników im. Kopernika

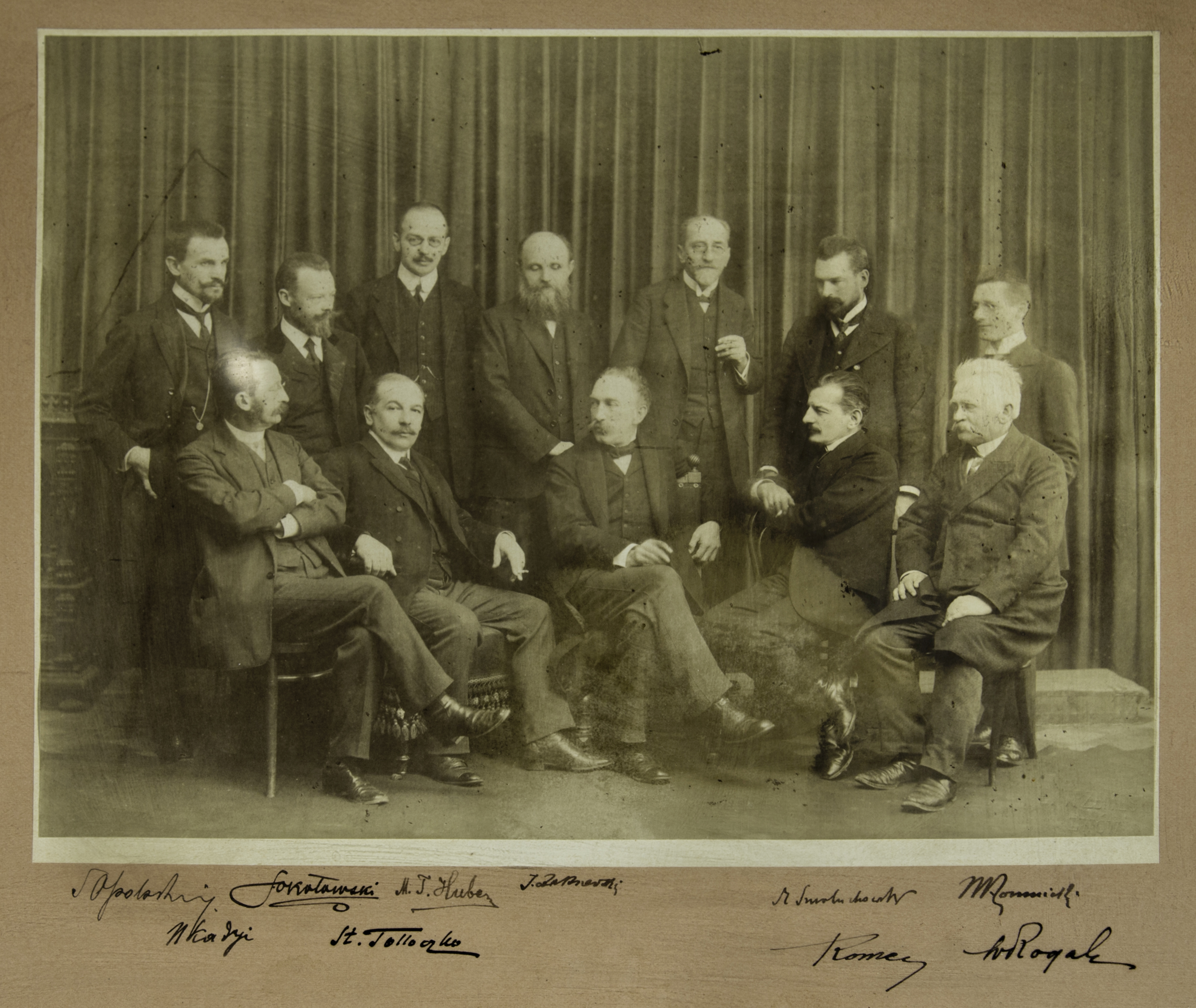
Członkowie Towarzystwa na wspólnym zdjęciu (ok. 1910), widoczni m.in. Henryk Kadyi (siedzi pierwszy od lewej), Stanisław Sokołowski (siedzi drugi od lewej), Eugeniusz Romer (siedzi drugi od prawej), Marian Łomnicki (siedzi pierwszy od prawej), Marian Smoluchowski (stoi drugi od prawej), Ignacy Zakrzewski, Stanisław Tołłoczko.

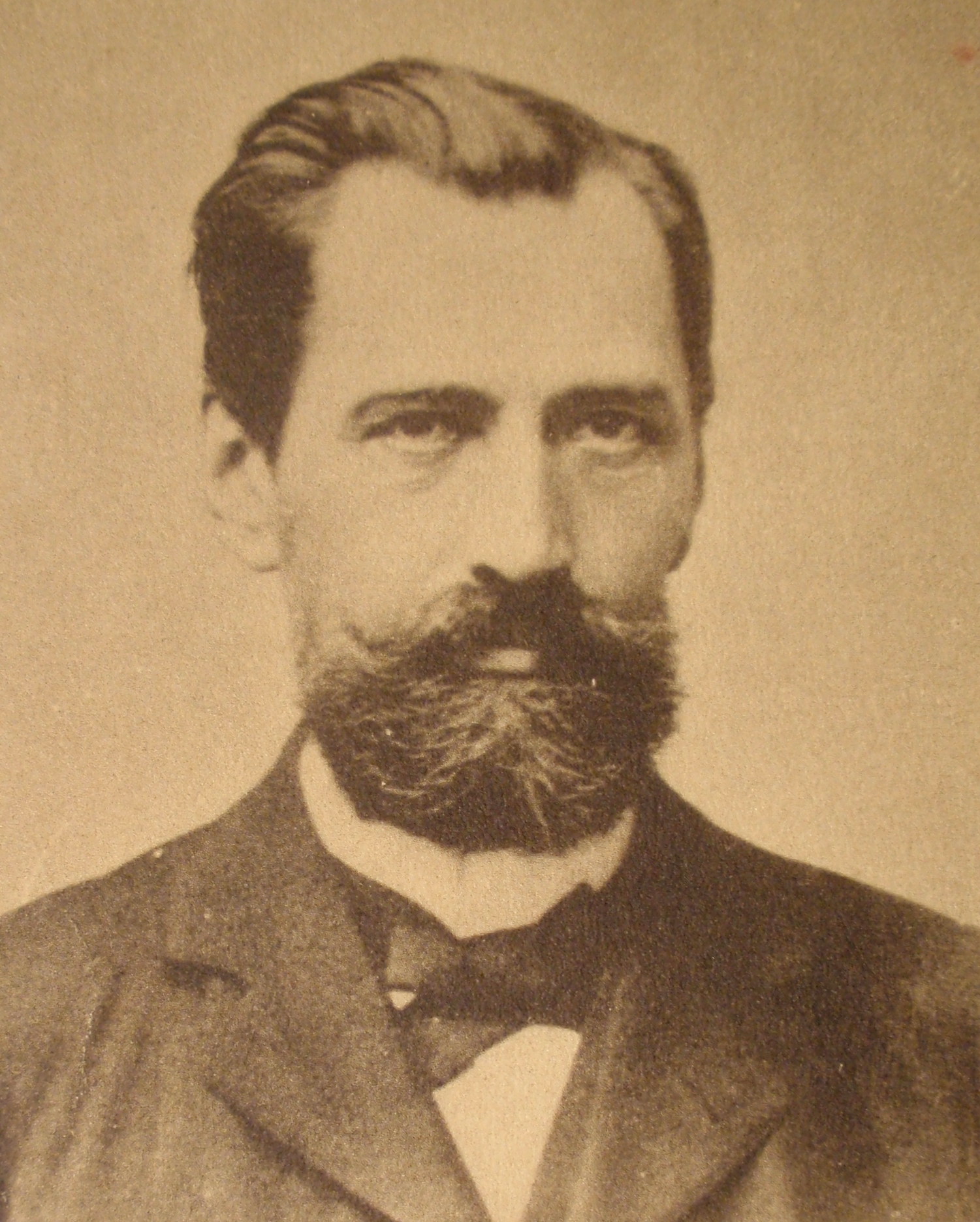
Feliks Kreutz

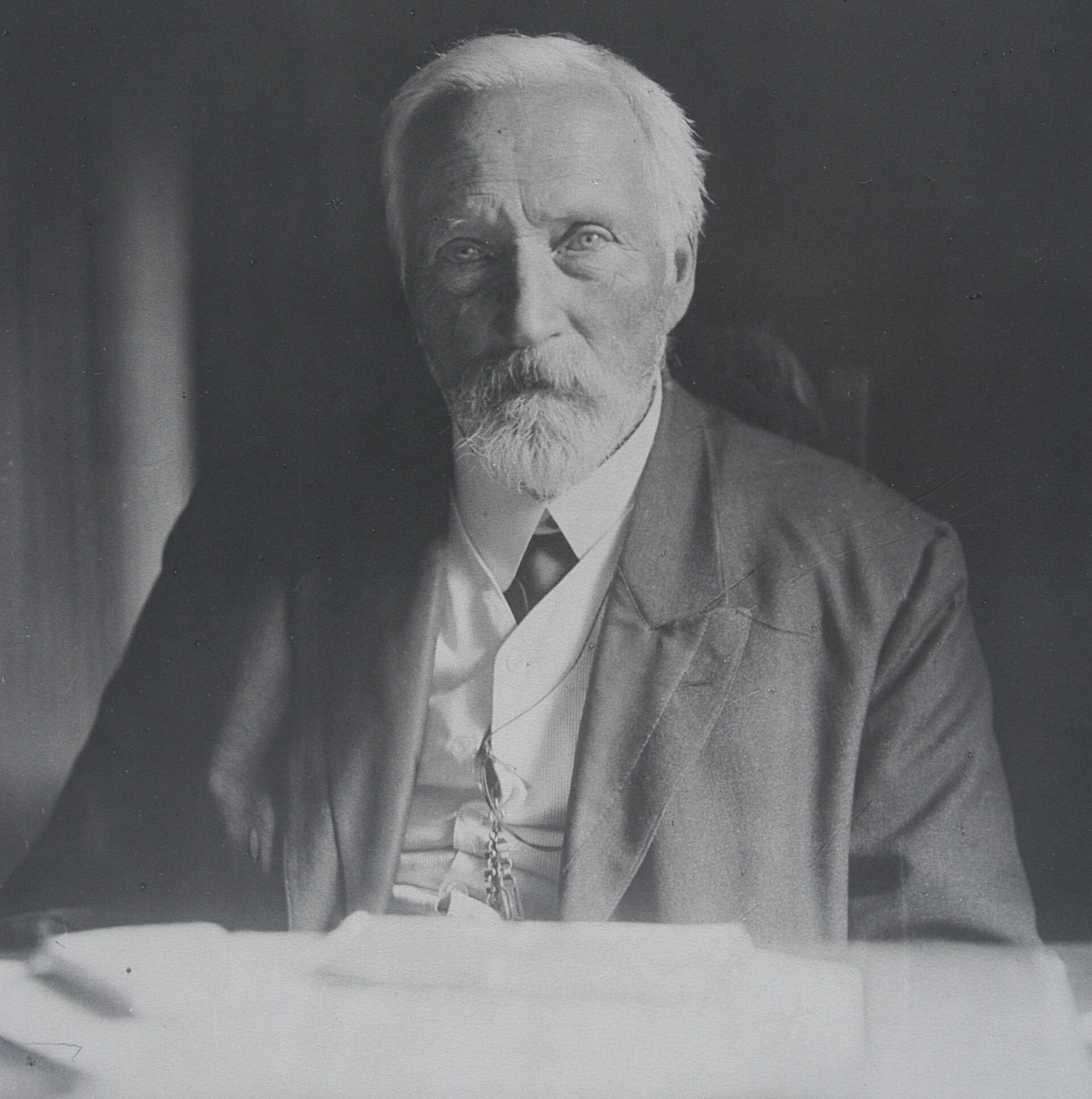
Benedykt Dybowski

Polskie Towarzystwo Przyrodników im. Kopernika – stowarzyszenie zrzeszające przedstawicieli nauk przyrodniczych, najstarsza działająca współcześnie polska organizacja zrzeszająca uczone i uczonych przyrodników (od 1873 na terenie Galicji, a od 1918 na terenie całej Polski).

## Historia i działalność
Towarzystwo zostało założone w trakcie obchodów 400 rocznicy urodzin Mikołaja Kopernika we Lwowie (19 lutego 1873) z inicjatywy nauczycieli akademickich uczelni lwowskich, którzy chcieli powołać do życia stowarzyszenie naukowe zajmujące się naukami przyrodniczymi. Jego założycielami byli Teofil Ciesielski, Feliks Kreutz, Eugeniusz Janota, Bronisław Radziszewski, Tomasz Stanecki, Henryk Strzelecki, Edward Tangl i  Władysław Tyniecki. Po zatwierdzeniu statutu 22 grudnia 1874 roku przez Namiestnictwo Galicyjskie towarzystwo rozpoczęło działalność. 17 stycznia 1875 powołano tymczasowy zarząd, a 19 lutego 1873 już stałe władze stowarzyszenia na którego czele stanął Feliks Kreuz. Siedzibą władz organizacji pozostawał do 1939 Lwów.
Pierwszy Statut tak precyzował cele i charakter organizacji:
|  | "§ I. Siedziba. Siedzibą towarzystwa jest miasto Lwów. § II. Cel. Badanie wszechstronne przyrody kraju ojczystego, wspieranie się wzajemne w pracach naukowych i obeznawanie się z postępem nauk przyrodniczych, staranie się o ich rozwój i rozpowszechnianie. § III. Środki. Odczyty na posiedzeniach, wykłady publiczne, biblioteka i muzeum towarzystwa, wydawanie i wspieranie pism odpowiednich, wycieczki naukowe połączone z posiedzeniami zamiejscowymi. § IV. Fundusz. Wkładki członków zwyczajnych i nadzwyczajnych, dochody z wykładów publicznych i ze sprzedaży pism towarzystwa, dobrowolne datki. § V. Członkowie. Towarzystwo składa się z członków zwyczajnych i nadzwyczajnych, korespondentów i honorowych. § VI. Przyjmowanie członków. Członkiem zwyczajnym może zostać każdy pracujący samodzielnie na polu nauk przyrodniczych; członkiem nadzwyczajnym może być każdy zajmujący się w jakikolwiek sposób naukami przyrodniczymi. Tak członków zwyczajnych, jak i nadzwyczajnych przyjmuje towarzystwo na posiedzeniach bezwzględną większością głosów, jeżeli na własne żądanie zostaną przez dwóch członków zwyczajnych poleceni. Na wniosek wydziału mianuje towarzystwo bezwzględną większością głosów na wszelkich posiedzeniach członków korespondentów, którzy mu będą pomocni w zbieraniu materiałów naukowych, tudzież na zgromadzeniach walnych członków honorowych dla uznania ich zasług w dziedzinie nauk przyrodniczych lub w sprawach towarzystwa”. |

Pierwotnie PTP grupowało przede wszystkim naukowców i nastawione było na referaty, publikacje i działania stricte naukowe z zakresu nauk przyrodniczych, w mniejszym stopniu prowadziło działania popularyzacyjne. Po odzyskaniu niepodległości przez Polskę w 1918 r. stopniowo zaszły zmiany w profilu działalności PTP: z jednej strony dotychczasowy zasięg aktywności towarzystwa ograniczony głównie do ziem polskich zaboru austriackiego rozszerzono na cały kraj, z drugiej stopniowo zaczął się zmniejszać naukowy charakter towarzystwa na rzecz popularyzacji nauk przyrodniczych wśród społeczeństwa. Trend ten utrzymał się także po 1945 r.
Obecnie siedziba Zarządu znajduje się w Krakowie przy ulicy Podwale 1 lok. 2.
Zgodnie ze Statutem, celami Towarzystwa są:
1. upowszechnianie i pielęgnowanie nauk przyrodniczych, poznawanie i ochrona przyrody ojczystej;
2. propagowanie etycznych i humanistycznych wartości przyrody;
3. prowadzenie i popieranie prac badawczych nad teoretycznymi podstawami ochrony przyrody;
4. finansowe i naukowe wspieranie prac nad restytucją gatunków wymierających
5. prowadzenie i popieranie prac nad przygotowaniem i aktualizacją sieci obszarów chronionych
6. prowadzenie i popieranie badań nad metodami gospodarowania na obszarach chronionych i restytucją biocenoz na terenach zdegradowanych oraz wprowadzanie wyników tych badań do praktyki
7. prowadzenie szeroko rozumianej edukacji przyrodniczej i badań nad jej problematyką
8. organizowanie krajowych i zagranicznych sympozjów przyrodniczych
9. współpraca międzynarodowa w zakresie ochrony przyrody, w tym szczególnie w obszarach granicznych

Towarzystwo jest wydawcą czasopism: „Kosmos” (od 1876) oraz „Wszechświat” (od 1930 r., wcześniej pismo to wydawali inni wydawcy).
W okresie II wojny światowej działały oddziały Towarzystwa w Wielkiej Brytanii i Palestynie. W roku 1945 Polskie Towarzystwo Przyrodników im. Kopernika wznowiło swoją działalność w Krakowie. Powstały oddziały terenowe Towarzystwa w wielu miastach – w roku 1975 było ich 18. Obecnie działają oddziały terenowe w Krakowie, Łodzi, Wrocławiu, Szczecinie, Lublinie i Rzeszowie. Istnieją również trzy sekcje przedmiotowe: Sekcja Speleologiczna, Sekcja Dydaktyki Biologii i Sekcja Nauk o Człowieku (Sekcja Biologii Człowieka).
Polskie Towarzystwo Przyrodników im. Kopernika jest organizatorem olimpiady biologicznej dla uczniów szkół średnich oraz licznych spotkań, odczytów i konferencji naukowych, m.in. corocznego Tygodnia Mózgu (w Krakowie i Szczecinie) i Sympozjów Speleologicznych. Współpracuje z uczelniami i innymi towarzystwami naukowymi.

## Prezesi

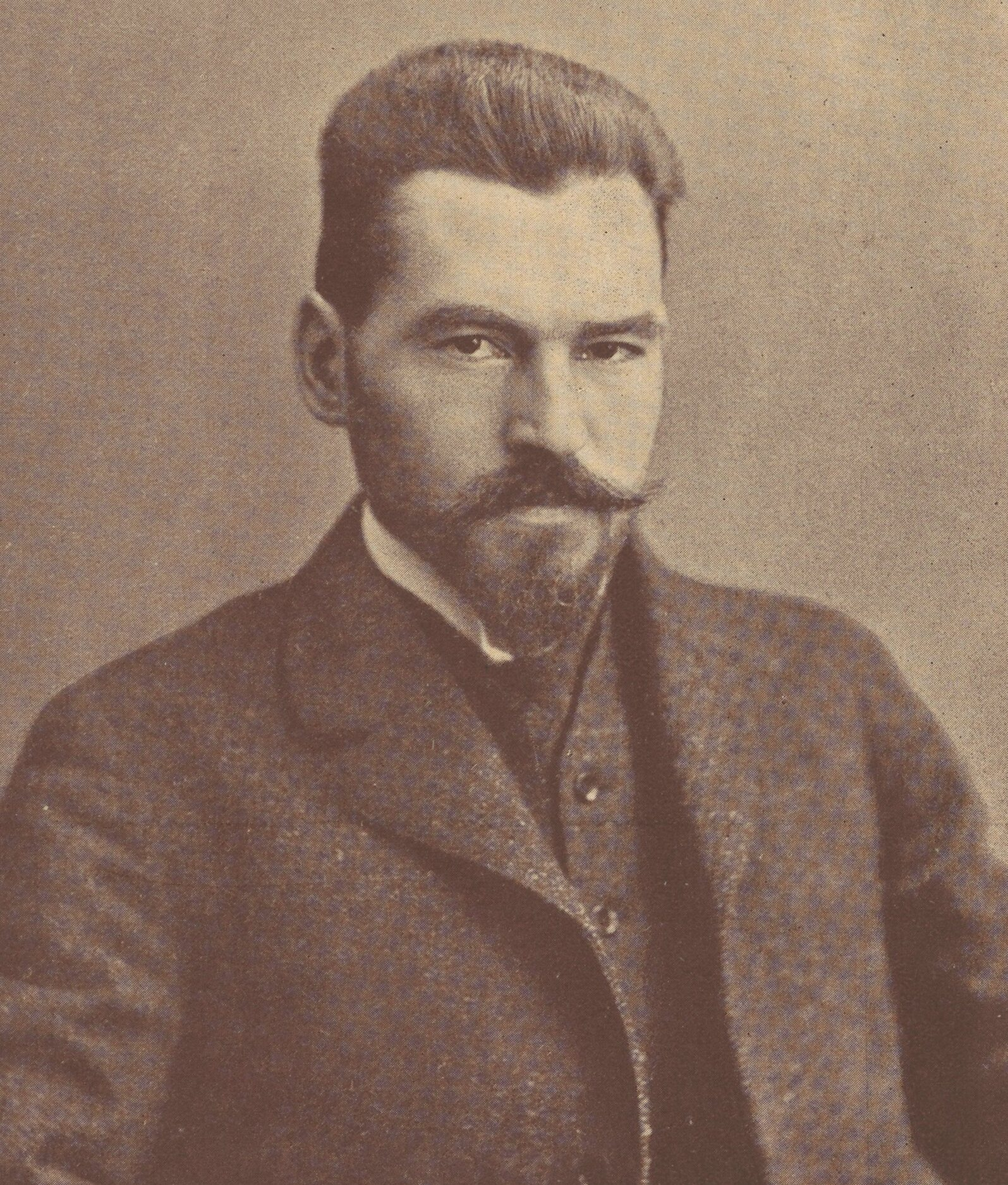
Marian Smoluchowski

| - Feliks Kreutz (1875–76, 1884–85), - Bronisław Radziszewski (1877–78, 1890–91), - Wawrzyniec Żmurko (1879–81), - Oskar Fabian (1882–83), - Benedykt Dybowski (1886–87), - Rudolf Zuber (1888–89, 1898–99, 1918–19), - Emil Dunikowski (1892–93), - Henryk Kadyi (1894–95), - Marian Łomnicki (1896–97), - Ignacy Zakrzewski (1900–01), - Józef Nusbaum (1902–03), - Marian Raciborski (1904–05), - Marian Smoluchowski (1906–07), - Tadeusz Wiśniowski (1908–09), - Eugeniusz Romer (1910–11), - Stanisław Sokołowski (1912, 1914–17), | - Stanisław Tołłoczko (1913), - Stefan Niementowski (1920–22), - Jan Czekanowski (1923–24), - Jan Hirschler (1925–26), - Julian Tokarski (1927–32, 1939, 1945–46), - Dezydery Szymkiewicz (1933–38), - Wojciech Rogala (1946–47), - Gustaw Poluszyński (1947–52), - Kazimierz Petrusewicz (1952–59), - Kazimierz Maślankiewicz (1959–1981), - Adam Urbanek (1981–1982), - Kazimierz Matusiak (1982–1991), - Henryk Sandner (1991–1995), - Wiesław Krzemiński (1995–1998), - Barbara Płytycz (1998–2001), - Elżbieta Pyza (2001–). |